# Station Malmö-West
Station Malmö Västra (Malmö Västra) was een station in de Zweedse stad Malmö.
Het station Malmö Västra is gebouwd in 1874 voor de Malmö-Ystads Järnväg (MYJ) naar Ystad en vanaf 1886 ook gebruikt door de Malmö-Trelleborgs Järnväg (MTJ) naar Trelleborg en was gevestigd aan de Bagers Plats. De treindiensten van de MYJ en de MTJ werden in 1955 opgeheven en het station werd Södervärn het beginpunt van deze lijnen. Het station is momenteel in gebruik als kantoor voor de Citytunnelproject.